# Bout de Zan et la Gamine
Bout de Zan et la Gamine és una pel·lícula muda francesa escrita i dirigida per Louis Feuillade i estrenada el 14 de juliol de 1916.
Aquesta pel·lícula forma part de la sèrie Bout de Zan.

## Repartiment
- René Poyen : Bout de Zan